# Tânia Boscoli
Tânia Izabel Pérsia de Boscoli (São Paulo, 22 de janeiro de 1963) é uma atriz, bailarina e diretora brasileira. É filha da atriz Myriam Pérsia. de ascendência italiana, e do falecido ator Jardel Filho, filho da polonesa também atriz Lódia Silva.
Em 2011, ela retornou à TV na novela Insensato Coração de Gilberto Braga, após um hiato de 14 anos. Previamente, sua última participação prévia no gênero fora na extinta TV Manchete na novela Mandacaru em 1997.

## Carreira

### Na televisão
| Ano  | Título             | Personagem         |
| ---- | ------------------ | ------------------ |
| 1982 | Sétimo Sentido     | Alba Maria Rezende |
| 1985 | Tenda dos Milagres | Ester              |
| 1988 | Vale Tudo          | Zenilda            |
| 1995 | Tocaia Grande      | Lia                |
| 1997 | Mandacaru          | Manuela            |
| 2011 | O Astro            | Madame Cleide      |
| 2011 | Insensato Coração  | Zoraide            |
| 2014 | Milagres de Jesus  | Tami               |

### No cinema
| Ano  | Título                                         | Personagem     |
| ---- | ---------------------------------------------- | -------------- |
| 2005 | Um Lobisomem na Amazônia                       | Maria          |
| 1990 | O Quinto Macaco                                | Viúva          |
| 1987 | Um Trem para as Estrelas                       | Bel            |
| 1986 | Com Licença, Eu Vou à Luta                     | Cida           |
| 1986 | As Sete Vampiras                               | Vampirete      |
| 1985 | Os Bons Tempos Voltaram: Vamos Gozar Outra Vez | Ivete          |
| 1983 | Gabriela, Cravo e Canela                       | Glória         |
| 1982 | Menino do Rio                                  | Sandra         |
| 1982 | Rio Babilônia                                  | Regina         |
| 1982 | O Segredo da Múmia                             | Nadja e Miriam |
| 1978 | O Gigante da América                           |                |